# تشولجونغ ملك جوسون
الملك تشيولجونغ ملك مملكة جوسون الخامس والعشرين (25 يوليو 1831 - 16 يناير 1864 فترة حكمه 1849-1864) .

## الخلفية التاريخية
في بداية القرن التاسع عشر، استولت عشيرة أندونغ كيم على السلطة في كل مكان تقريباً في كوريا حيث كانت الكثير من الملكات من هذه العشيرة . الركود الاجتماعي الذي نتج كان مرتعاً للاضطرابات . الفساد والاختلاسات من الخزينة واستغلالها الحتمي وصل لأعلى درجاته . ورافق التمردات المتكررة الكوارث الطبيعية . وكانت واحدة من أكثر الفترات المظلمة في تاريخ البلاد .
كان هدف عشيرة أندونغ كيم الوحيد هو المحافظة على نفوذها . حملاتهم الضارية للهيمنة على البيت الملكي أدت لحالات هروب لكثير من ممثلي الأسرة الملكية في سيول . عندما وجد في الأسرة الملكية مرشحين أذكياء ومناسبين لارتقاء العرش، إما تم نفيهم أو اتهامهم بالخيانة، ولذا عندما مات الملك هيونجونغ لم يتم إيجاد أي مرشح مناسب للحكم .

## الحياة

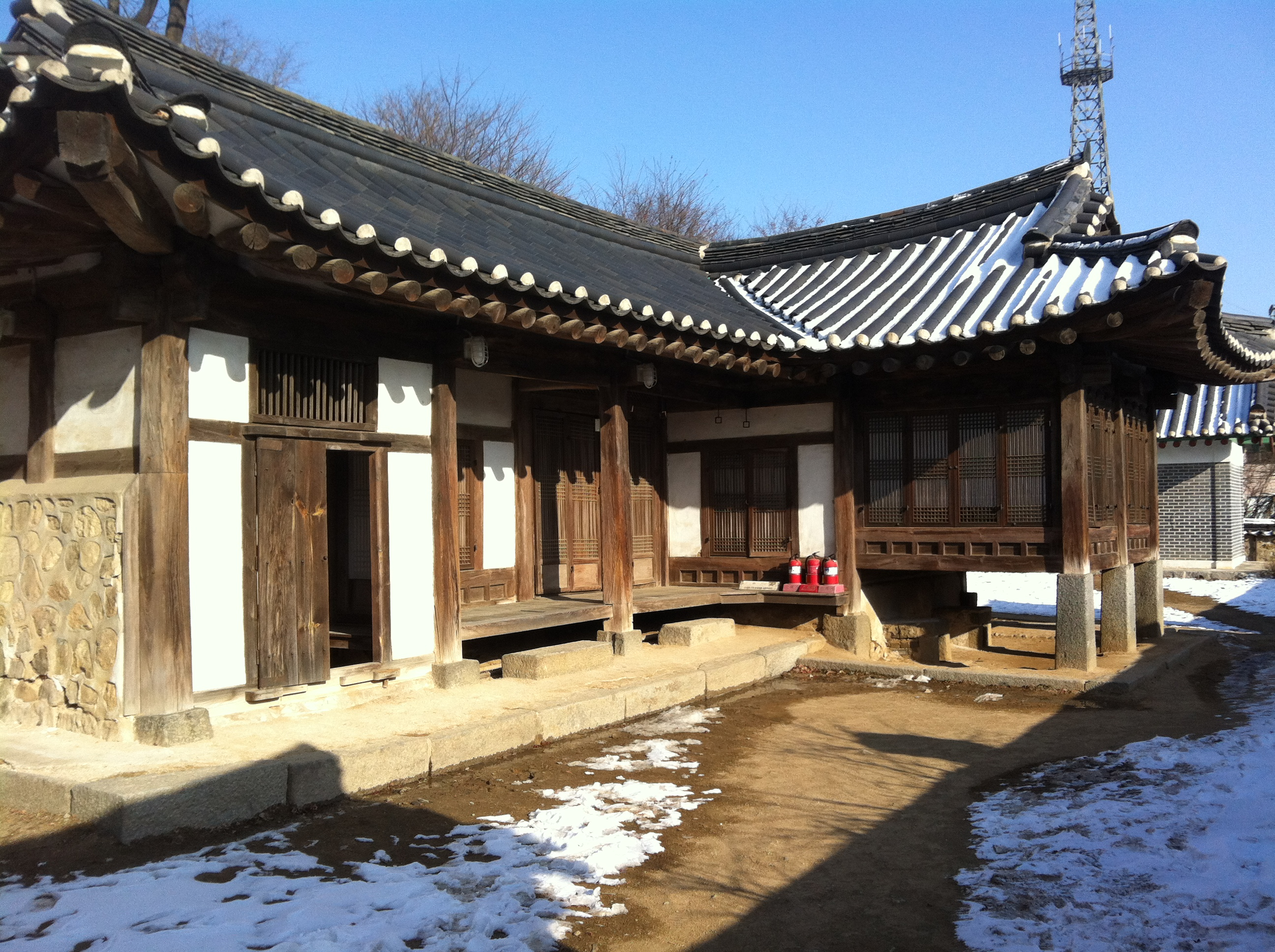
المكان الذي ولد فيه الملك تشيولجونغ

بعد وقت طويل، عثر على تشيولجونغ في جزيرة كانغهوا مع عائلته مختبئاً من الاضطهاد .
عندما وصل المبعوثون للبحث عن الملك المستقبلي إلى جزيرة كانغهوا وجدوا العشيرة المتبقية من أسرة يي بالكاد على قيد الحياة في فقر بائس . في عام 1849 وعن عمر 18 عاماً نصب يي بيون الابن الثالث للأمير جيونجاي (ابن حفيد الملك إيونجو) كملك للبلاد في تدهور وفقر واضح . على الرغم من أن ملوك مملكة جوسون قد اهتموا بتعليم ابنائهم وأعطوا تعليمهم الأهمية القصوى، فإن الملك تشيولجونغ لم يستطع أن يقرأ كلمة واحدة على إشعارات التهنئة بمناسبة صعوده على العرش .
بالنسبة لعشيرة كيم أندونغ كان الملك تشيولجونغ خياراً ممتازاً . أميته جعلته قابلاً لتغيير آرائه والسيطرة عليه . والدليل على ذلك أن الملك قد حكم 15 عاماً ومع ذلك لم يستطع حتى في آخر أيام حياته أن يتعلم طريقة التحرك الصحيحة أو كيف يلبس الملابس الملكية، وحتى مع لبسه لأفخم الملابس بدا وكأنه صياد سمك .
كجزء من تلاعب عشيرة أندونغ كيم بالملك تشيولجونغ، تم تزويج الملك في عام 1851 بكيم مون-جيون إحدى فتيات عشيرة أندونغ كيم .

## الموت
مات بعمر 32 في يناير 1864 بدون وريث مناسب ويشتبه في وجود مؤامرة نفذتها عشيرة أندونغ كيم .

## الأسرة
- الأب : الأمير جيونجاي .
- الأم : الأميرة يونغسيونغ من عشيرة يوم .
- الزوجات والأبناء :

1. الملكة تشيول-إن من عشيرة أندونغ كيم ( ولدت في 1878 وعاشت حتى 1837) , (اسمها 철인 왕후 김씨 في الكورية) :[3]
  1. أمير ملكي . (17 أكتوبر 1858 ~ 23 أبريل 1859) .
2. بارك غوي-إن (귀인 박씨) :
  1. أمير (ولد في 10 يوليو 1854).
3. جو غوي-إن (귀인 조씨) :
  1. الأمير الأول (ولد في 13 أكتوبر 1859 - مات في ؟) .
  2. الأمير الثاني .
4. لي غوي-إن (귀인 이씨) :
5. بانغ سوك-وي (숙의 방씨) :
  1. الأميرة الأولى (ولدت في 13 ديسمبر 1858) .
  2. الأميرة الثانية .
6. بيوم سوك-وي (숙의 범씨) :
  1. الأميرة يونغهاي (1859 – 4 يوليو 1872) , اسمها (영혜옹주) في الكورية .[4]
7. سيدة القصر لي (궁인 이씨) :
  1. أمير (ولد في 8 أغسطس 1862) .
8. سيدة القصر كيم (궁인 김씨) :
  1. الأميرة الأولى .
  2. الأميرة الثانية ,
9. سيدة القصر بارك (궁인 박씨) :
  1. أميرة .

## الاسم في الهانجا
اسم الملك في الهانجا هو 李昪 وينطق بالكورية يي بيون . مع ذلك ففي معظم المواد الصينية يخطأ في قراءة اسمه ويقرأ 李昇 وينطق بالكورية يي سيونغ . هذا الخطأ منتشر بصورة خطيرة بسبب ندرة الحرف 昪 وشيوع الحرف 昇 لذا يجب التنبه عند البحث .

## الألقاب
- اللورد وونبيون، الابن الثالث للأمير جيونجاي (ابن حفيد[5] الملك إيونجو) .
- صاحب السمو الأمير ديوغوان وريث العرش (1849 - 1850) .
- صاحب الجلالة ملك كوريا (1850 - 1864 .

## اسمه الكامل بعد الوفاة
- الملك تشيولجونغ هويوون جيونغجيوك سوديوك سانسيونغ هيومميونغ جوانغدو دونوون تشانغهوا مونهيون موسيونغ هيونين يونغهيو عظيم كوريا .
- King Cheoljong Huiyun Jeonggeuk Sudeok Sunseong Heummyung Gwangdo Donwon Changhwa Munhyeon Museong Heonin Yeonghyo the Great of Korea .
- 철종희윤정극수덕순성흠명광도돈원창화문현무성헌인영효대왕
- 哲宗熙倫正極粹德純聖欽命光道敦元彰化文顯武成獻仁英孝大王